# The Chairman Dances
The Chairman Dances est une composition pour orchestre créée en 1985 par le compositeur de musique américain John Adams.
La pièce fut commandée par l'American Composers Orchestra ainsi que par le National Endowment for the Arts. Il s'agit d'un travail dérivé de l'opéra Nixon in China alors en cours d'écriture. Cette pièce servira de base à l'acte 3 de l'opéra.